# Kirvesniemi
Kirvesniemi är en udde i Finland. Den ligger i Savitaipale i landskapet Södra Karelen, i den södra delen av landet, 180 km nordost om huvudstaden Helsingfors. Kirvesniemi sticker ut från söder i västra delen av sjön Kuolimo.
Terrängen inåt land är platt. Runt Kirvesniemi är det mycket glesbefolkat, med 6 invånare per kvadratkilometer. Närmaste större samhälle är Savitaipale, 14,5 km öster om Kirvesniemi. I omgivningarna runt Kirvesniemi växer i huvudsak barrskog.